# سبزیجات با شکل غیرعادی
سبزیجات با شکل غیرعادی سبزی یا میوه ای است که به شکلی رشد کرده‌است که با نقشهٔ بدنه عادی آن مطابقت ندارد. برخی از این نمونه‌ها فقط شکلی عجیب و غریب دارند، و برخی دیگر به دلیل ظاهری سرگرم‌کننده مورد توجه قرار می‌گیرند، اغلب به این دلیل که شبیه به بخشی از بدن مانند نشیمنگاه یا دستگاه تناسلی هستند. پاریدولیا می‌تواند در سبزیجات رایج باشد، گاهی نقش‌های شبیه به تصویرهای مذهبی نیز در سبزیجات دیده می‌شود.

## علل
سبزیجات معمولاً به دلیل شرایط محیطی به شکل غیرمعمولی در می‌آیند. صدمه به یک قسمت از سبزیجات می‌تواند باعث کند شدن رشد در آن ناحیه شود در حالی که بقیه بخش‌ها با سرعت طبیعی رشد می‌کنند. وقتی یک سبزی ریشه‌ای در حال رشد است و نوک آن آسیب بیند، می‌تواند شکافته شود و ریشه‌های متعددی را که در یک نقطه متصل می‌شوند، تشکیل دهد. صدمه به سبزیجات در حال رشد در مرحله اولیه (رشد و نمو جنینی)، می‌تواند جهش ایجاد کند.

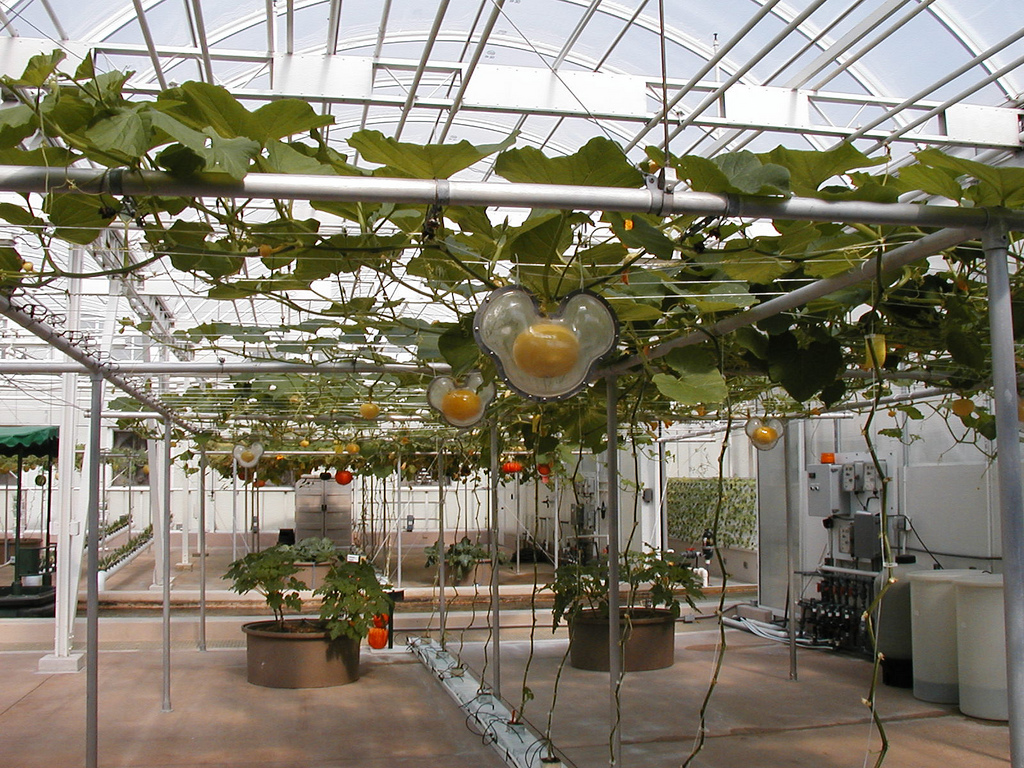
کدو تنبل‌های غرفه د لند در اپکات در فلوریدا به شکل‌های میکی موس رشد می‌کنند.

شکل غیرمعمول را می‌توان به سبزیجات نیز تحمیل کرد. در ژاپن، کشاورزان منطقه زنتسوجی با پرورش هندوانه در جعبه‌های مکعبی شیشه ای هندوانه چهارگوش پرورش می‌دهند. هندوانه چهارگوش برای سهولت جمع‌آوری و ذخیره ابداع شدند، اما چون باید پیش از رسیدن برداشته شوند، غیرقابل خوردن هستند. قیمت این هندوانه‌ها نیر بیش از دوبرابر هندوانه‌های معمولی است. با استفاده از تکنیک‌های مشابه، تولیدکنندگان اشکال پیچیده تری از هندوانه، از جمله تاس و هرم را نیز ایجاد کرده‌اند.
سبزیجات ریشه ای، به ویژه انواع هویج و جعفری، به‌طور طبیعی در اطراف موانع رشد می‌کنند و از موانع موجود در خاک مانند سنگ‌های کوچک و سایر اجسام خارجی دوری می‌کنند تا از آسیب رسیدن به ریشه در حال رشد جلوگیری کنند و در نتیجه انواع مختلفی از اشکال ایجاد می‌شود.

## مسابقات
در برخی از کشورها جشنواره‌های سبزیجات معمول هستند، و گاه سبزیجاتی با اشکال غیرعادی نیز از این جشن‌ها سر درمی‌آورند. در بسیاری از این مسابقات، سبزیجات از نظر زشت بودن قضاوت می‌شوند. بعضی از سازمان‌ها مسابقاتی برگزار می‌کنند که در آن باغبان‌ها با بزرگترین سبزیجاتی که پرورش داده‌اند رقابت می‌کنند. 

## نگارخانه

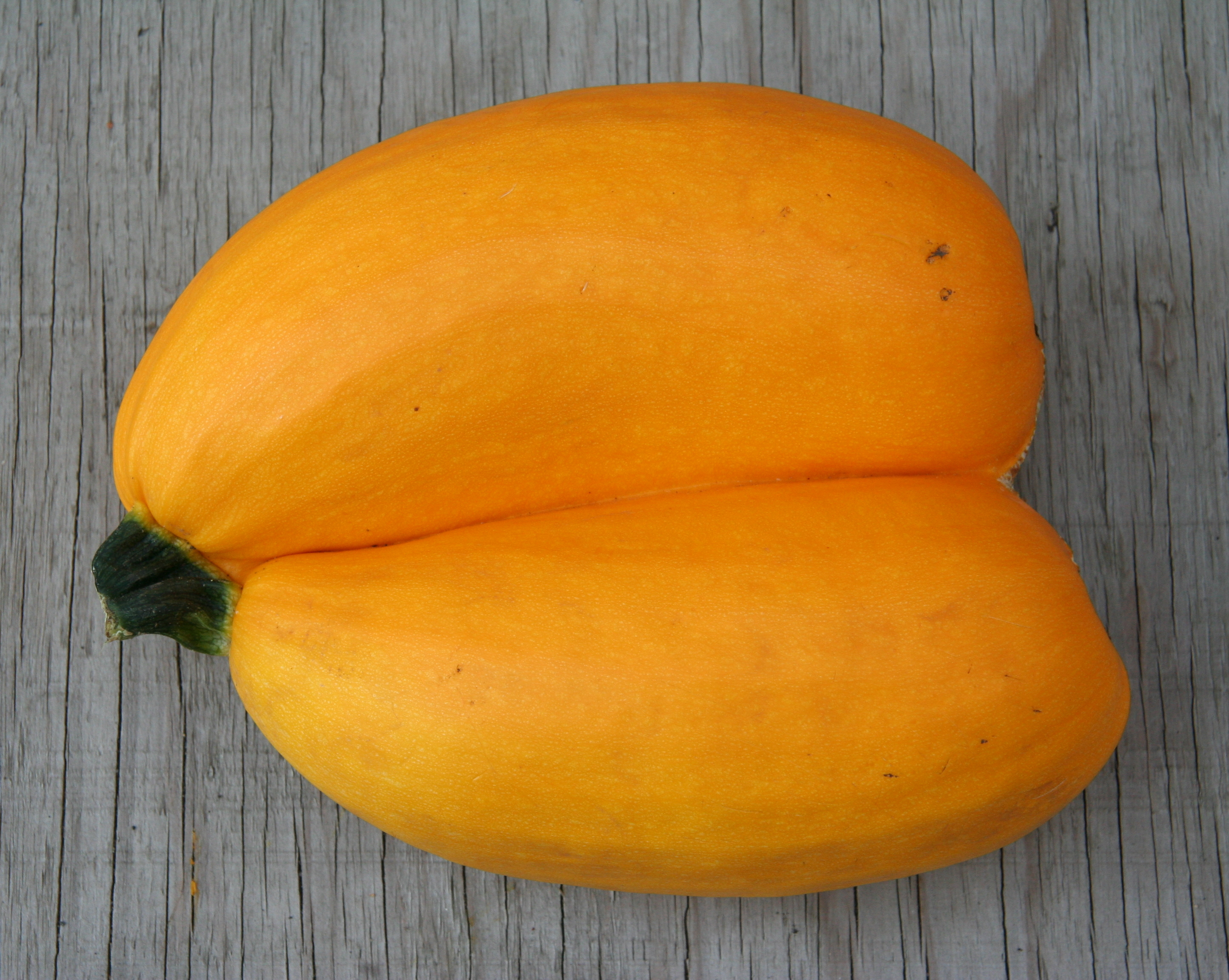
کدو سبز «دوقلو»
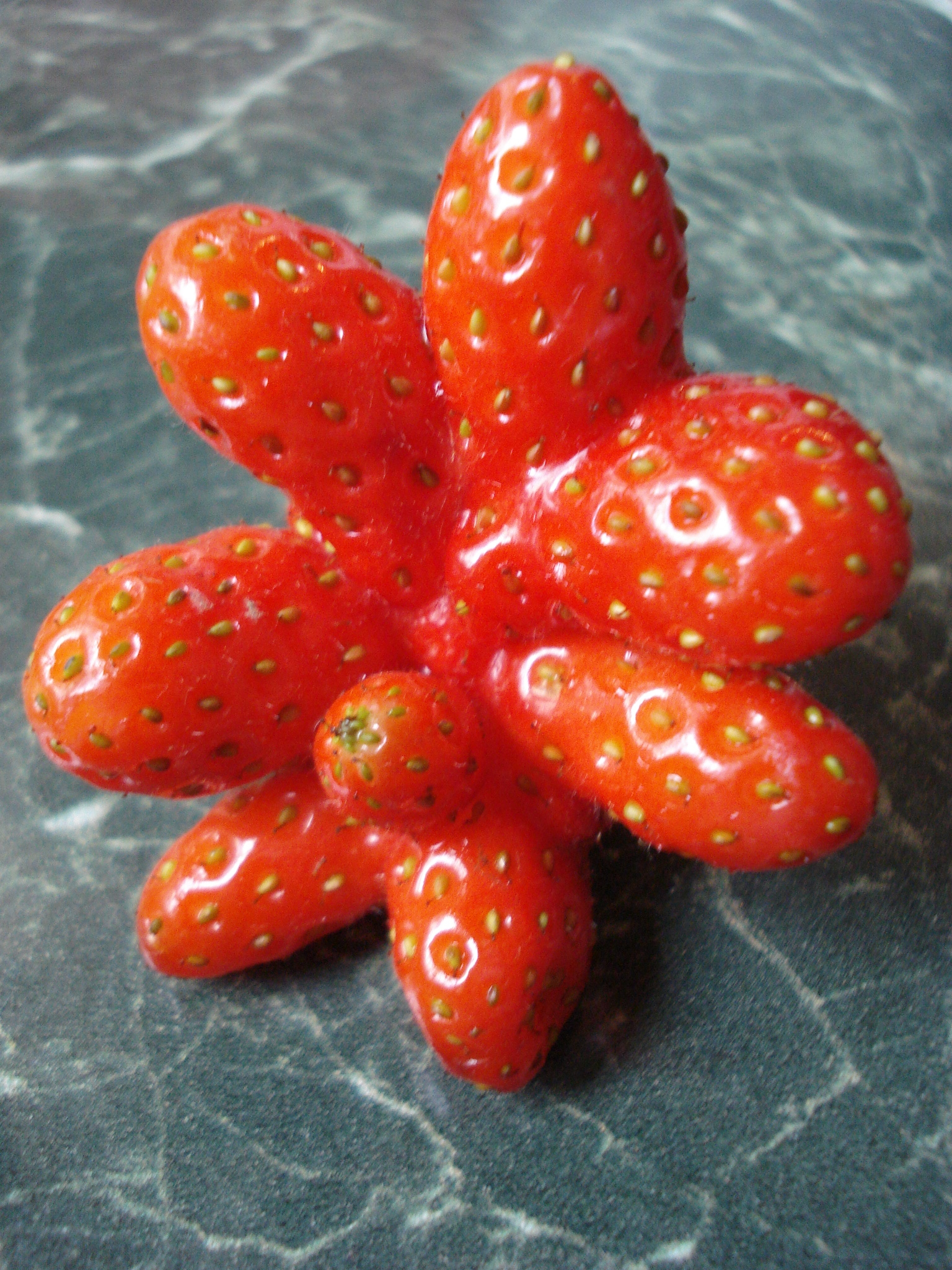
توت فرنگی «مرد»
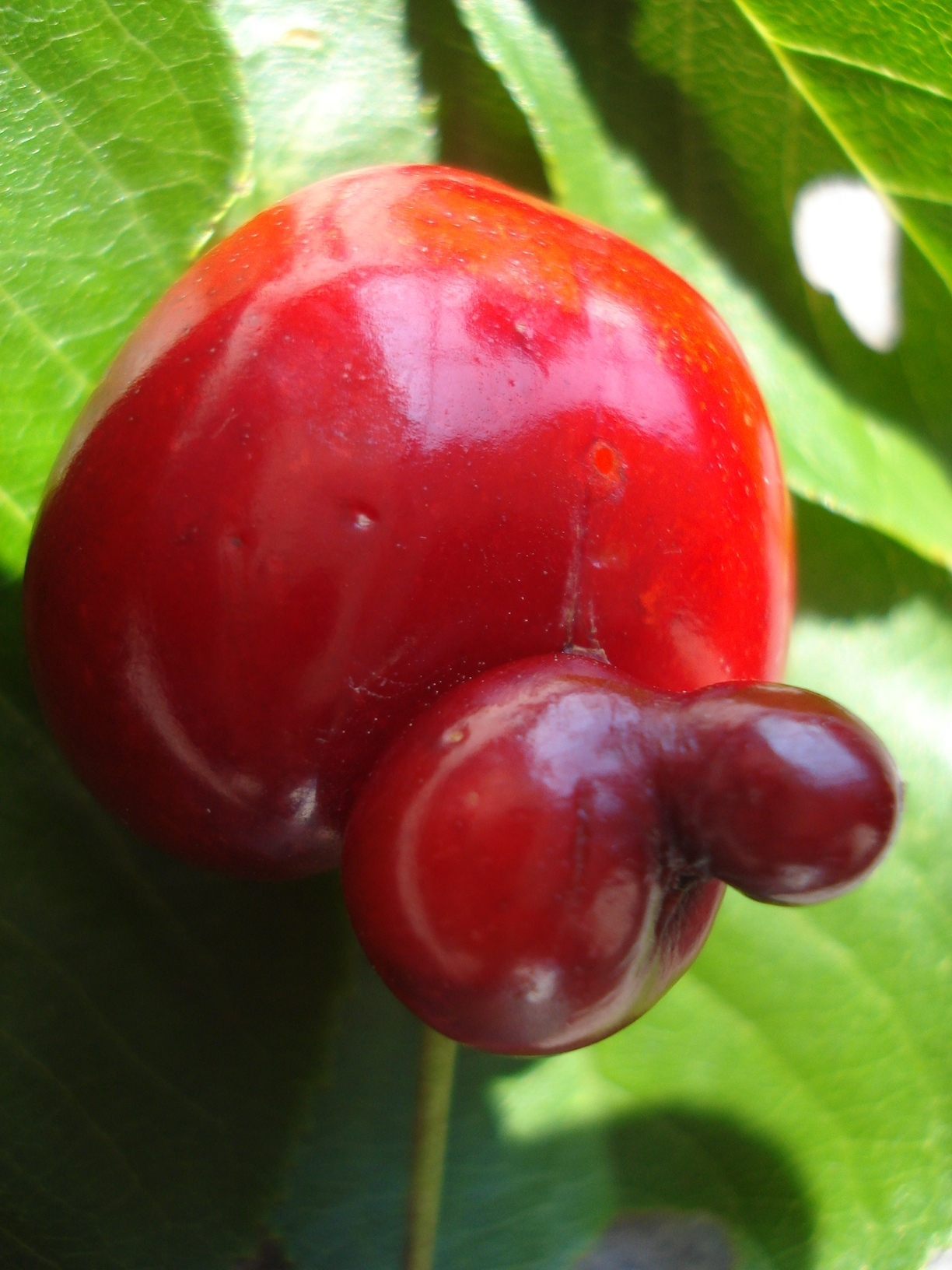
یک گیلاس با شکل غیر معمول
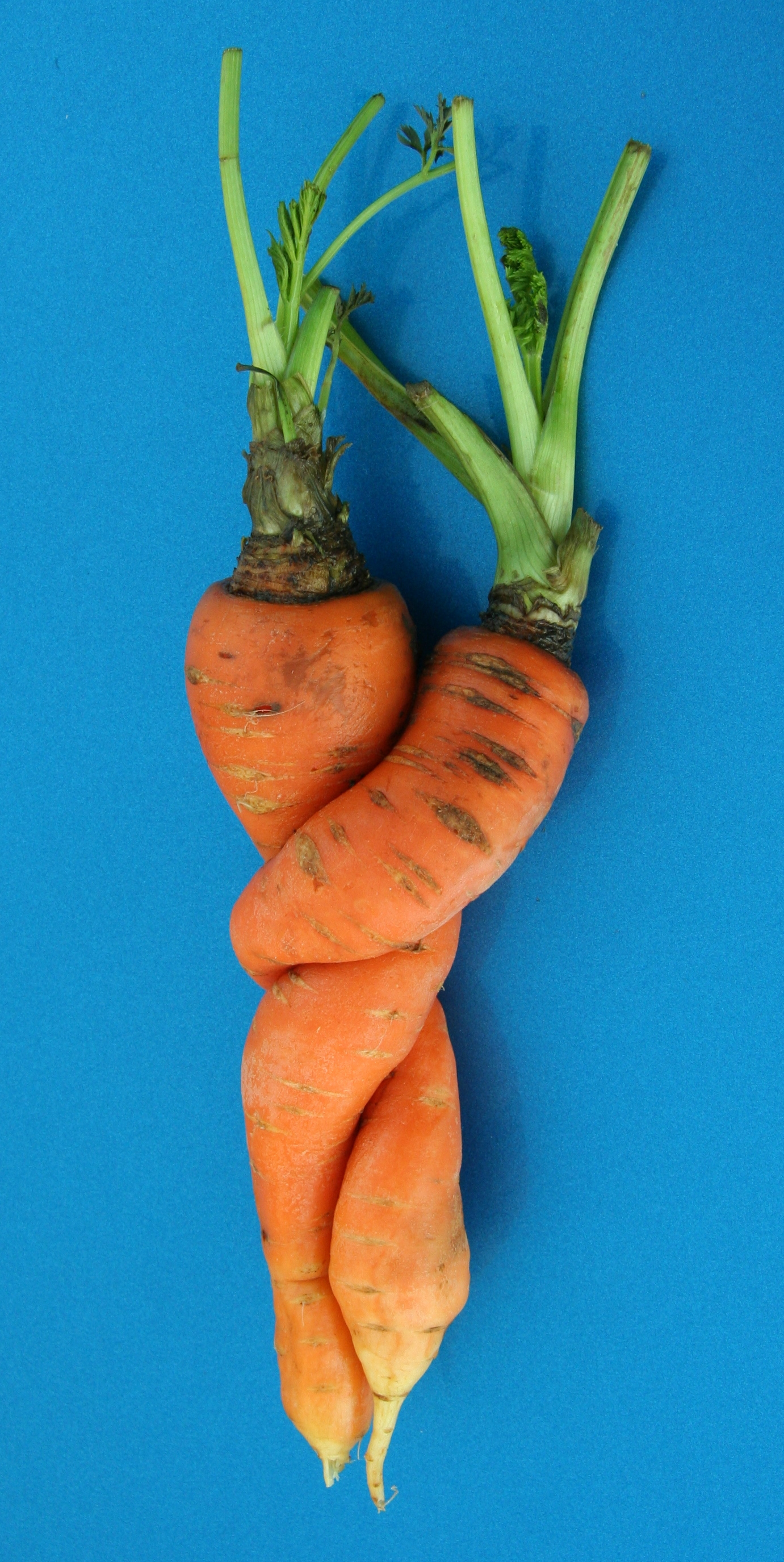
هویج در هم تنیده
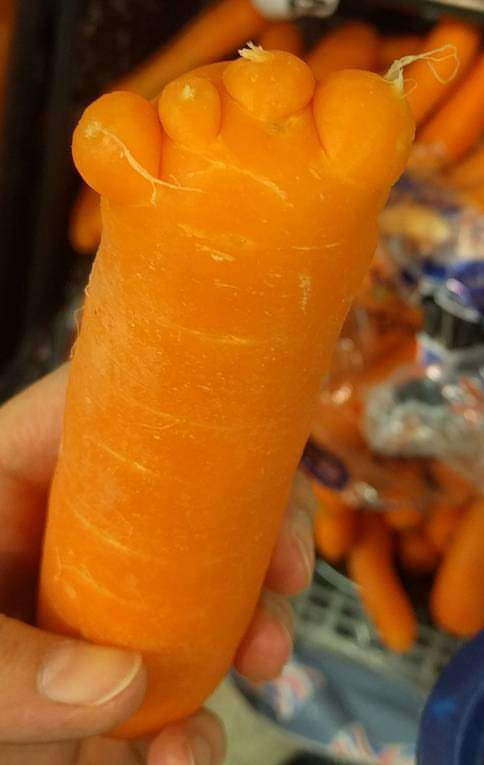
هویج پا